# Pyzdry (gmina)
Pyzdry (do 1954 gmina Dłusk) – gmina miejsko-wiejska w województwie wielkopolskim, w powiecie wrzesińskim. W latach 1975–1998 gmina położona była w województwie konińskim.
Siedziba gminy to Pyzdry.
Według danych z 30 czerwca 2004 gminę zamieszkiwały 7182 osoby. Natomiast według danych z 31 grudnia 2017 roku gminę zamieszkiwało 7080 osób.

## Struktura powierzchni
Według danych z roku 2002 gmina Pyzdry ma obszar 137,9 km², w tym:
- użytki rolne: 62%
- użytki leśne: 30%

Gmina stanowi 19,58% powierzchni powiatu.

## Demografia

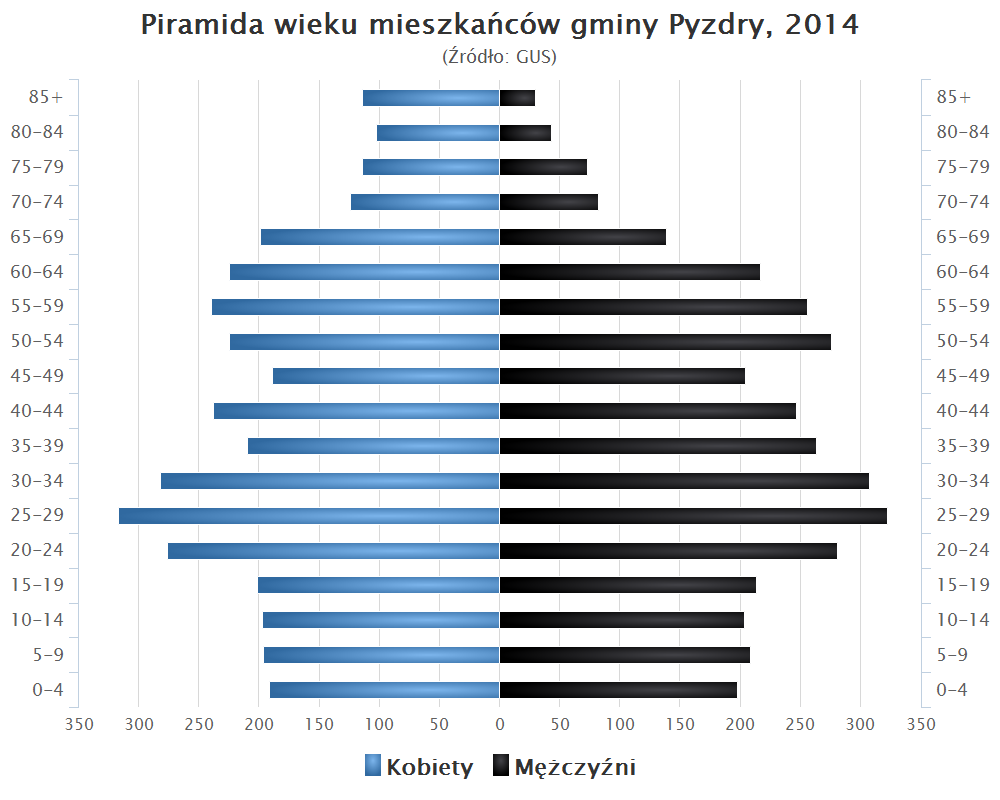
Piramida wieku mieszkańców gminy Pyzdry w 2014 roku

Dane z 30 czerwca 2004:
| Opis                              | Ogółem | Ogółem | Kobiety | Kobiety | Mężczyźni | Mężczyźni |
| --------------------------------- | ------ | ------ | ------- | ------- | --------- | --------- |
| jednostka                         | osób   | %      | osób    | %       | osób      | %         |
| populacja                         | 7182   | 100    | 3691    | 51,4    | 3491      | 48,6      |
| gęstość zaludnienia (mieszk./km²) | 52,1   | 52,1   | 26,8    | 26,8    | 25,3      | 25,3      |

## Sąsiednie gminy
Gizałki, Kołaczkowo, Lądek, Zagórów, Żerków

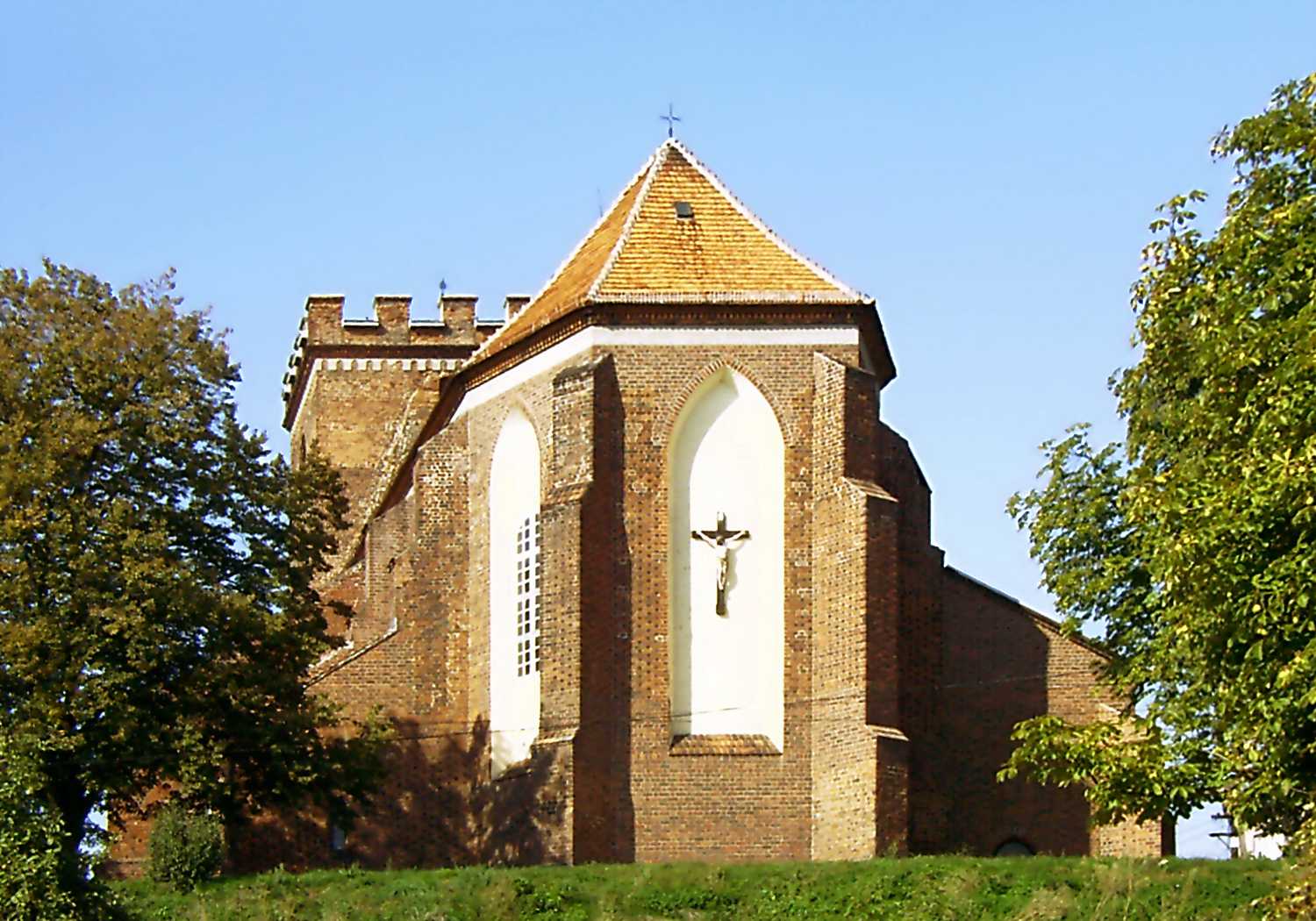
Kościół Narodzenia Najświętszej Maryi Panny w Pyzdrach

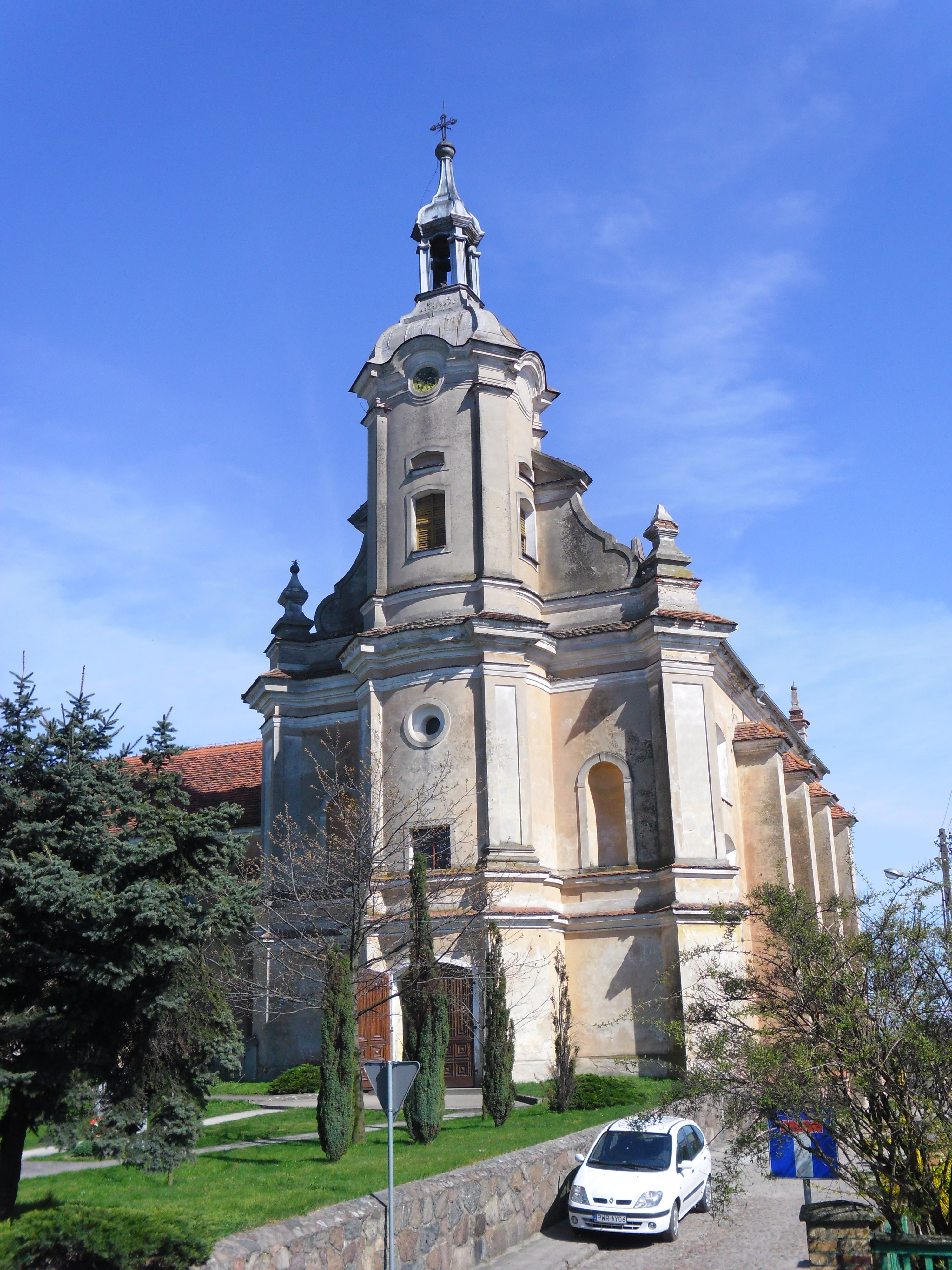
Kościół Ścięcia Głowy św. Jana Chrzciciela w Pyzdrach

## Zabytki
Na terenie gminy znajduje się 12 obiektów zabytkowych:
- 11 obiektów zabytkowych w Pyzdrach
- Rataje - zespół dworski z II połowy XIX w. (nr rej.: 387/129 z 2.09.1985):
  - dwór
  - park